# Grundlose – Taubenborn
Koordinaten: 51° 45′ 12″ N, 9° 22′ 5″ O

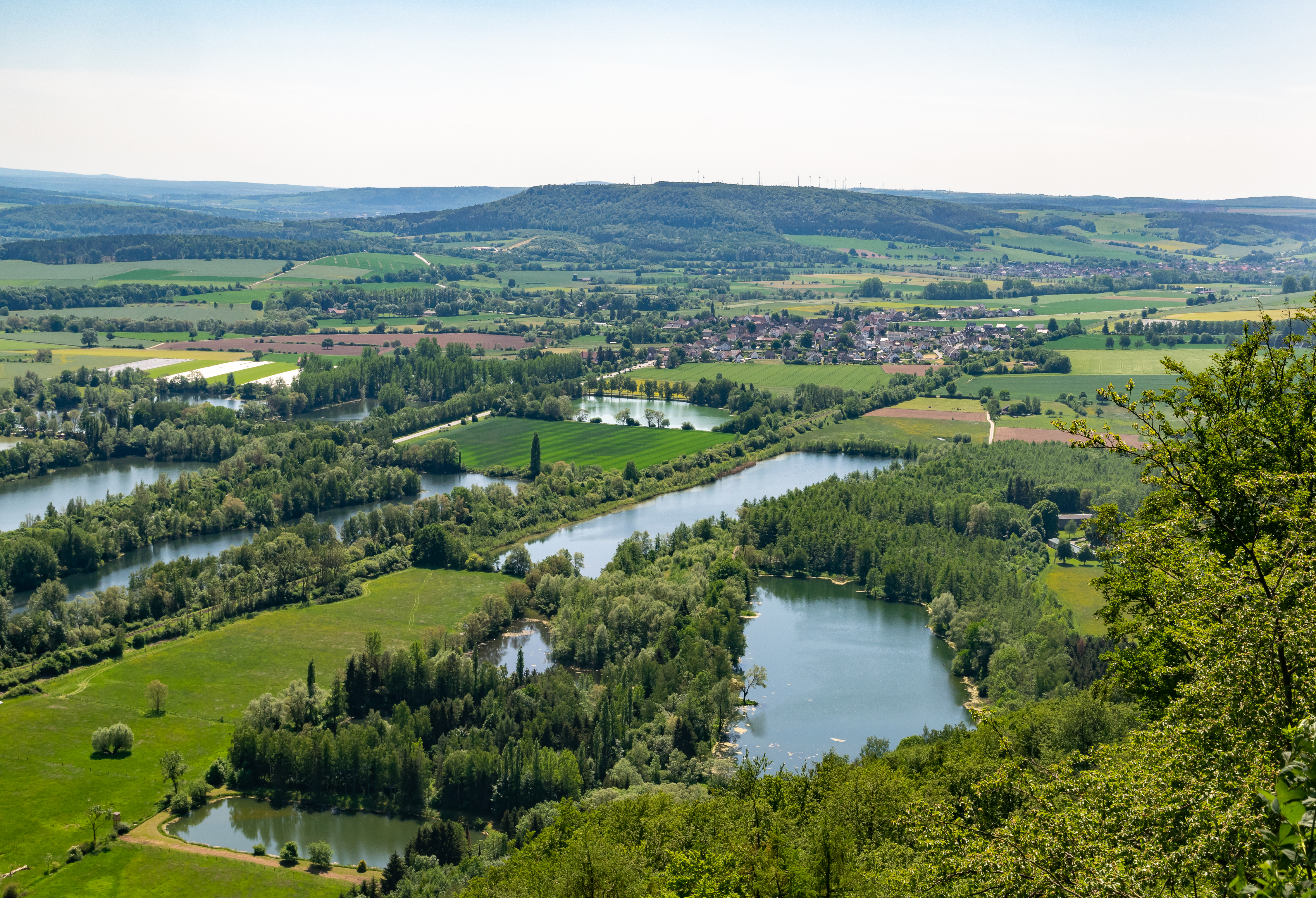
Naturschutzgebiet Grundlose – Taubenborn (Mai 2018)

Das Naturschutzgebiet Grundlose – Taubenborn liegt auf dem Gebiet der Stadt Höxter im Kreis Höxter in Nordrhein-Westfalen.
Das Gebiet erstreckt sich südwestlich der Kernstadt Höxter und nördlich von Godelheim, einem Stadtteil von Höxter. Östlich des Gebietes verläuft die B 64 / B 83, liegt der Godelheimer See, fließt die Weser und verläuft die Landesgrenze zu Niedersachsen.

## Bedeutung
Das etwa 70,6 ha große Gebiet mit der Schlüssel-Nummer HX-057 steht seit dem Jahr 2006 unter Naturschutz. Schutzziele sind
- die Erhaltung und Optimierung des durch die Weser und durch Hangwasser geprägten Wasserhaushaltes und der Vielzahl der hierdurch bedingten, z. T. temporären Kleingewässer und Lachen mit ihrer Amphibienfauna,
- die Erhaltung und weitere Extensivierung der großflächigen Grünlandnutzung, insbesondere Schutz des Feuchtgrünlandes, der Röhrichte und Rieder,
- die Umwandlung der monoton strukturierten, durch nicht bodenständige Gehölze geprägten Waldbereiche in naturnahe Auenwälder,
- die Optimierung der Abgrabungsgewässer durch naturnahe Ufergestaltung und
- der Schutz und die Optimierung des Kammmolchlebensraumes als Ausbreitungszentrum im Wesertal.[2]